# Region Południowo-Wschodni (Brazylia)
Region Południowo-Wschodni (port. Região Sudeste) – jeden z pięciu regionów Brazylii, zgodnie z kategoryzacją Brazylijskiego Instytutu Geografii i Statystyki. Do regionu należy cztery z 26 stanów: Espírito Santo, Minas Gerais, Rio de Janeiro i São Paulo. Od północy i północnego wschodu graniczy ze stanem Bahia, od południa i wschodu z Oceanem Atlantyckim, od południowego zachodu ze stanem Paraná, od zachodu ze stanem Mato Grosso do Sul, a od północnego zachodu ze stanem Goiás i Dystryktem Federalnym. Region zajmuje powierzchnię 924 511 km², co odpowiada ok. 10% powierzchni Brazylii.
Liczba mieszkańców wynosi 86 949 714, co stanowi ok. 42% ludności kraju. Występuje tu największa gęstość zaludnienia, wynosząca 94 osób na km² oraz największy wskaźnik urbanizacji: 92,1%.
Jest to najbogatszy region Brazylii, odpowiedzialny za ok. 60% PKB. Trzy spośród czterech stanów należących do tego regionu, zajmują pierwsze miejsca pod względem wysokości brazylijskiego PKB: São Paulo (32,1%), Rio de Janeiro (11,8%), Minas Gerais (9,2%).

## Geografia
Region Południowo-Wschodni zajmuje powierzchnię 924 511 km², co odpowiada ok. 10% powierzchni Brazylii. Jest czwartym pod względem wielkości regionem Brazylii, wyprzedzając jedynie Region Południowy.

### Ukształtowanie powierzchni
Region Południowo-Wschodni składa się z trzech podstawowych grup jednostek geomorfologicznych:
- Tereny równinne i niziny przybrzeżne – są położone w pasie przybrzeżnym. Często występują tu plaże i restingi, które formują nadbrzeżne jeziora i zatoki.
- Góry i płaskowyże – Płaskowyż atlantycki lub płaskowyż wschodni stanowi najbardziej wysuniętą na wschód część Wyżyny Brazylijskiej i charakteryzuje się znaczną liczbą pasm górskich, zbudowanych ze skał krystalicznych. Swoim wyglądem przypomina mur obronny lub „morze wzgórz” w miejscach dotkniętych znaczną erozją. Część tej formacji stanowi pasmo górskie Serra do Mar nad Atlantykiem, które na południu nosi nazwę Serra de Paranapiacaba. Na zachodzie znajduje się dolina rzeki Paraíba do Sul, która oddziela Serra da Mar od Serra da Mantiqueira. Na północy góry oddalają się od wybrzeża, tworząc pasmo górskie Serra do Espinhaço. Na północy stanu São Paulo i na zachodzie Minas Gerais znajduje się pasmo Serra da Canastra. Na północnym zachodzie regionu, za Serra do Espinhaço, już na granicy z Regionem Środkowo-Zachodnim, można spotkać osadowe płaskowyże, z których wyróżnia się Espigão Mestre – rozległy obszar zbudowany ze skał osadowych, na które działała erozja. Pomiędzy Espigão Mestre a Serra do Espinhaço leży depresja, przez którą przepływa rzeka São Francisco.
- Płaskowyż Południowy – zbudowany ze skał osadowych, zajmuje środkowo-zachodnią część stanu São Paulo i zachodnią część Minas Gerais. Składa się z dwóch elementów: płaskowyżu zbudowanego z piaskowca i bazaltu oraz depresji Depressão Periférica.

### Klimat

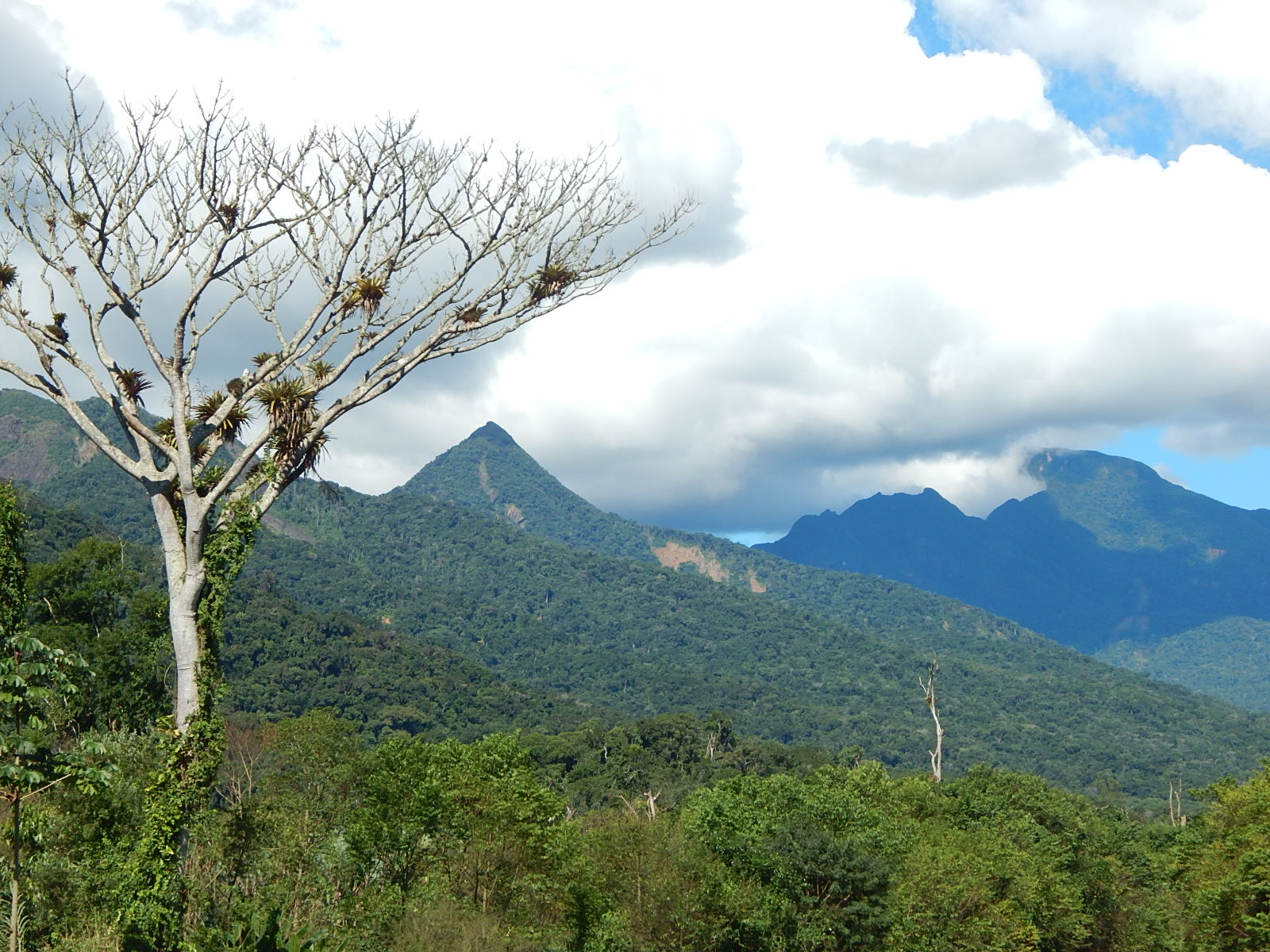
Pasmo górskie Serra do Mar

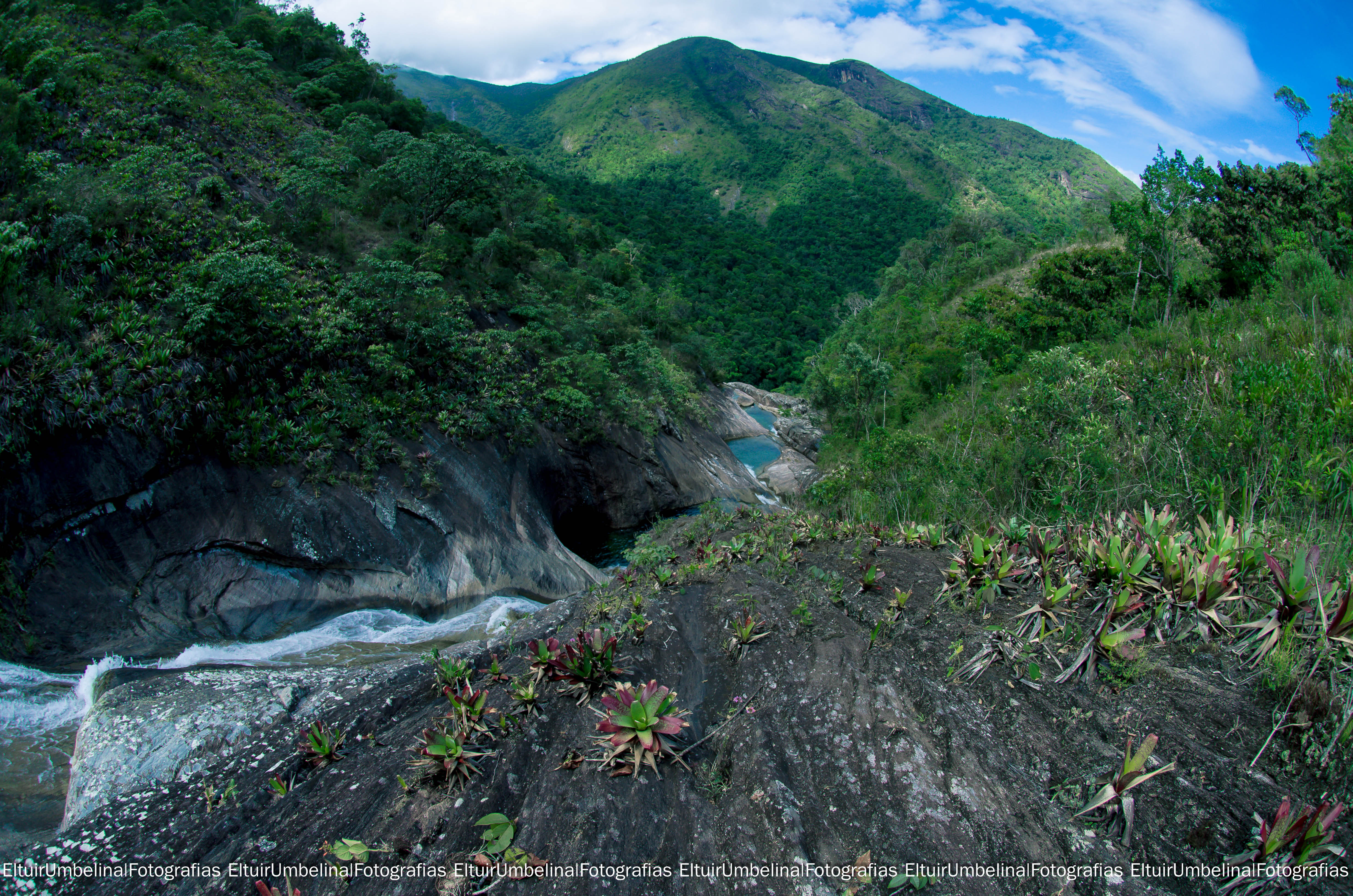
Pasmo górskie Serra do Caparaó

W Regionie Południowo-Wschodnim występują następujące rodzaje klimatu: półpustynny, zwrotnikowy, zwrotnikowy górski, podzwrotnikowy, morski.
Klimat zwrotnikowy przeważa na nadmorskich nizinach stanów Espírito Santo i Rio de Janeiro, na północy Minas Gerais i na zachodzie stanu São Paulo. Charakteryzuje się wysokimi temperaturami (średnia roczna to 22 °C) i dwoma wyraźnie zaznaczonymi porami roku: deszczowym latem i suchą zimą. Klimat zwrotnikowy górski występuje na wyżej położonych obszarach i odznacza się łagodniejszymi temperaturami (średnia roczna to 18 °C).
Klimat podzwrotnikowy występuje w okolicach metropolii São Paulo oraz na południu tego stanu. Charakteryzuje się równomiernymi opadami deszczu w ciągu roku i wysokimi amplitudami temperatur. Średnia roczna temperatura wynosi 16 °C do 17 °C. Na północy Minas Gerais występuje klimat półpustynny, cieplejszy i mniej wilgotny.
W Regionie Południowo-Wschodnim, podobnie jak w innych regionach, klimat jest uzależniony od położenia geograficznego, czyli szerokości geograficznej, ukształtowania powierzchni i odległości od oceanu. W związku z tym, takie obszary jak Mezoregion Jequitinhonha czy Mezoregion Vale do Rio Doce, obydwa położone w niższych szerokościach geograficznych i na niewielkiej wysokości, odznaczają się cieplejszym klimatem. Natomiast pasmo górskie Serra do Mar charakteryzuje się największą w regionie wilgotnością, ponieważ zatrzymuje wilgotne wiatry wiejące od strony Atlantyku, co sprawia, że największe opady występują na wschodnich zboczach gór. W podobny sposób pas nadmorski charakteryzuje się większą wilgotnością, co ma związek z wpływem oceanu.
Najniższe temperatury występują na szczytach wzgórz pasm Serra da Mantiqueira i Serra do Caparaó, położonych na granicy Minas Gerais ze stanami São Paulo, Rio de Janeiro i Espírito Santo, które sięgają 3000 m nad poziomem morza.

### Roślinność
Dominującą formą roślinności regionu są wilgotne lasy strefy podzwrotnikowej.

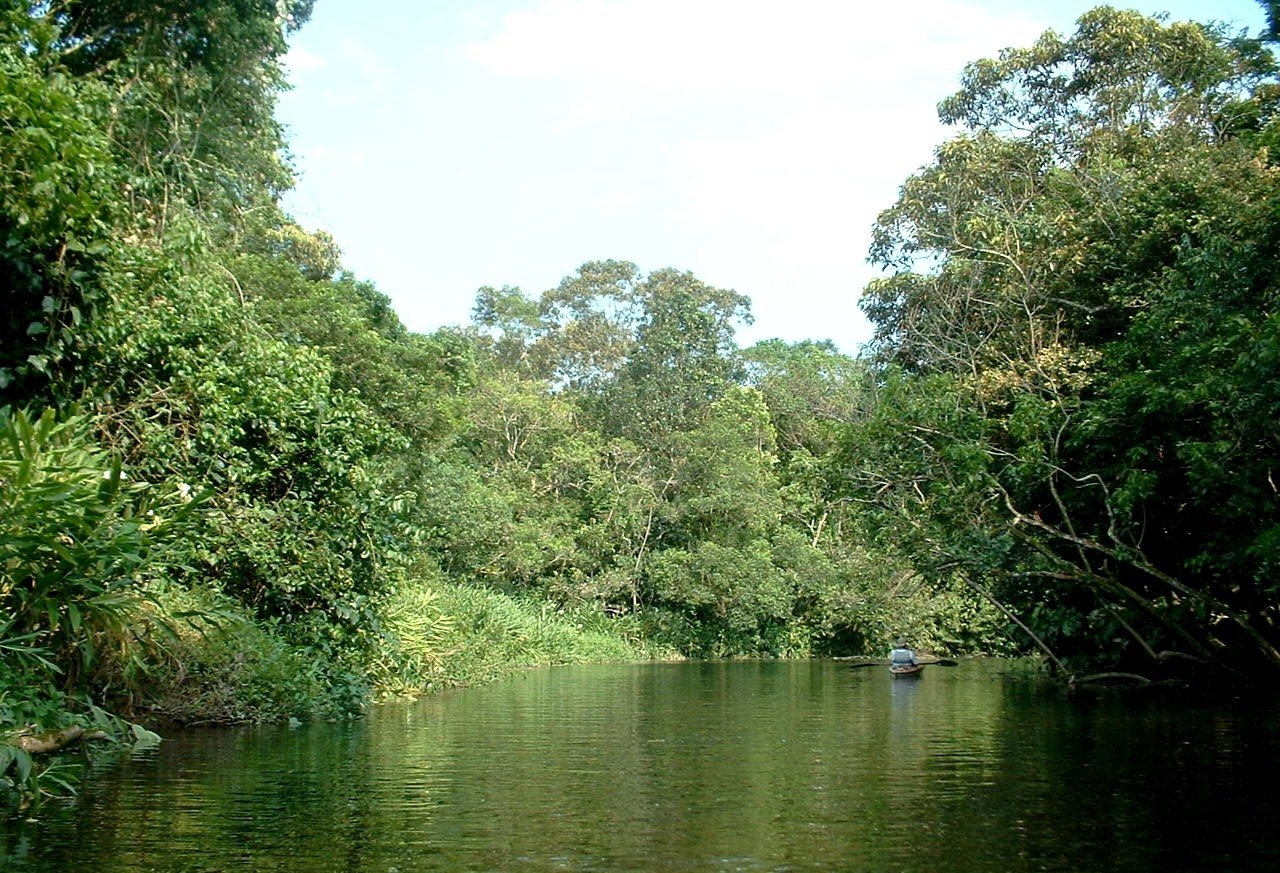
Las atlantycki

Mata Atlântica – znajduje się w strefie przybrzeżnej o wysokiej wilgotności. Rosną tu wyższe drzewa o licznych pnączach i epifitach, a także palmy. Las atlantycki został w dużej mierze zniszczony, a zachował się jedynie w obrębie stromych zboczy górskich. W środkowej części regionu, dalej od wybrzeża, las jest rzadszy, co wiąże się z bardziej suchym klimatem. Tutaj również las zachował się jedynie na niewielkich obszarach, a pozostała część uległa dewastacji.
W niektórych rejonach interioru występują lasy galeriowe lub łęgowe, które porastają brzegi rzek. W strefie klimatu zwrotnikowego znajduje się formacja roślinna cerrado, charakteryzująca się niskimi krzakami i karłowatymi drzewami. Na północy Minas Gerais występuje caatinga, a na wyżej położonych terenach występuje Mata de Araucárias. Na ograniczonych obszarach płaskowyżu można spotkać użytki zielone, takie jak campos limpos na południu stanu São Paulo i campos serranos na południu Minas Gerais.

### Hydrografia
W Regionie Południowo-Wschodnim znajdują się 3 główne dorzecza:
- Dorzecze Parany – Parana powstaje z połączenia dwóch rzek: Paranaíba i Rio Grande. W tym dorzeczu znajduje się kilka mniejszych elektrowni wodnych: Urubupungá i Itaipu na Paranie, Cachoeira Dourada i São Simão na Paranaíbie oraz Furnas i Volta Grande na Rio Grande.
- Dorzecze São Francisco – rzeka São Francisco ma swoje źródło w stanie Minas Gerais, w górach Serra da Canastra. Płynie przez stany Bahia, Pernambuco, Alagoas i Sergipe w Regionie Północno-Wschodnim. W swoim górnym biegu, na odcinku od źródła do miasta Pirapora w Minas Gerais, rzeka jest nieżeglowna, ale ma duży potencjał dla pozyskiwania energii. Zbudowano tu elektrownię wodną Três Marias. Pomiędzy miastami Pirapora a Juazeiro w stanie Bahia, rzeka jest w pełni żeglowna.
- Wschodnie dorzecza – zbiór dorzeczy mniejszych rzek, które mają swoje źródła w górach na wschodzie regionu i wpadają do Atlantyku. Można tu wymienić rzeki Rio Pardo, Rio Doce i Jequitinhonha w Minas Gerais oraz Paraíba do Sul w stanach São Paulo i Rio de Janeiro.

## Historia

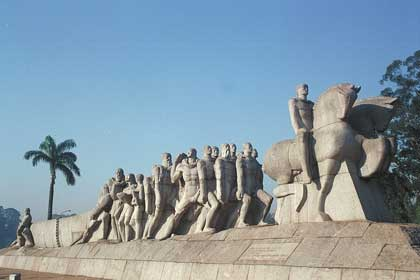
Pomnik bandeirantes w São Paulo

Pierwszymi mieszkańcami regionu byli Indianie. Na początku XVI wieku przybyli tu Portugalczycy i w 1532 założyli pierwszą osadę, São Vicente. Do nowej osady zaczęli przybywać portugalscy osadnicy, a w 1549 dotarli tu także jezuici. W 1565 Mem de Sá założył osadę Rio de Janeiro. Od XVII wieku z Regionu Południowo-Wschodniego, a zwłaszcza z miasta São Paulo, zaczęły wyruszać zbrojne wyprawy w głąb interioru, znane pod nazwą bandeiras. Ich uczestnicy, bandeirantes, eksplorowali wnętrze kraju w poszukiwaniu indiańskich niewolników, a także bogactw naturalnych, głównie szlachetnych kamieni.
Pod koniec XVII wieku bandeirantes odkryli złoto na terenie dzisiejszego stanu Minas Gerais, co dało początek tzw. gorączce złota z tamtego okresu. Złoża cennego kruszcu stały się przyczyną wojny zwanej Wojna Emboabas, toczonej na początku XVIII wieku pomiędzy bandeirantes z São Paulo, którzy odkryli złoża w Minas Gerais, a grupami z innych części kraju, które również rościły sobie do nich prawo. Wojna trwała 2 lata i zakończyła się porażką paulistas.

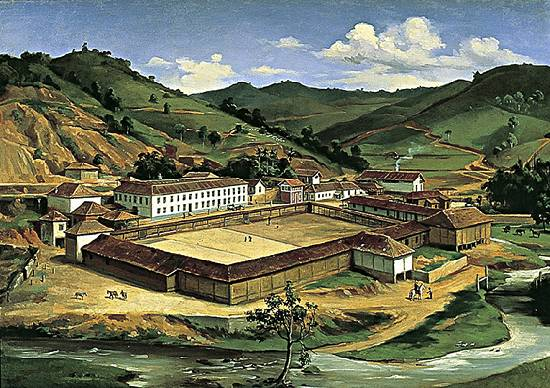
Plantacja kawy, Vale do Paraíba

Odkrycie złota, a jednocześnie schyłek upraw trzciny cukrowej w Nordeste spowodował, że południe kraju zyskało na znaczeniu. W 1763 przeniesiono stolicę kolonii z Salvadoru w stanie Bahia do Rio de Janeiro. Pod koniec XVIII wieku w stanie Minas Gerais powstał największy w historii kolonii ruch niepodległościowy o nazwie Inconfidência Mineira, którego przywódcą był Tiradentes. Spisek został wykryty przez Portugalczyków, a jego przywódców stracono. W 1808 dwór portugalski, uciekając przez wojskami napoleońskimi, przeniósł się z Lizbony do Rio de Janeiro. W 1822 syn króla Jana VI ogłosił niepodległość Brazylii od Portugalii, przyjmując tytuł Piotra I, pierwszego cesarza Brazylii. W 1889 cesarstwo również upadło, dając początek republice oraz zapoczątkowując politykę kawy z mlekiem, która charakteryzowała się tym, że władze kraju pochodziły na zmianę ze stanów São Paulo (producent kawy) i Minas Gerais (producent mleka). Taki stan rzeczy utrzymał się do 1930 roku.
Na początku XIX wieku rozpoczął się cykl kawy (ciclo do café), kiedy to na znacznych obszarach stanów São Paulo i Rio de Janeiro, zwłaszcza w dolinie rzeki Paraíba, zakładano wielkie plantacje kawy. Kawa zdominowała wówczas gospodarkę regionu i stała się najważniejszym towarem eksportowym Brazylii. Kiedy w 1888 zniesiono w kraju niewolnictwo, do pracy na plantacjach zaczęto zatrudniać emigrantów z Europy.

## Demografia
Liczba mieszkańców wynosi 86 949 714, co stanowi ok. 42% ludności kraju. Występuje tu największa gęstość zaludnienia, wynosząca 94 osób na km² oraz największy wskaźnik urbanizacji: 92,1%
Największym stanem pod względem liczby ludności jest São Paulo (45 mln), dalej Minas Gerais (21,1 mln), Rio de Janeiro (16,7 mln) i Espírito Santo (4 mln).
Największe gminy w regionie:
| Pozycja | Gmina          | Stan           | Liczba mieszkańców |
| ------- | -------------- | -------------- | ------------------ |
| 1       | São Paulo      | São Paulo      | 12 106 920         |
| 2       | Rio de Janeiro | Rio de Janeiro | 6 520 266          |
| 3       | Belo Horizonte | Minas Gerais   | 2 523 794          |
| 4       | Guarulhos      | São Paulo      | 1 349 113          |
| 5       | Campinas       | São Paulo      | 1 182 429          |

Pod względem składu etnicznego ludności regionu, przeważają biali (64%), dalej są kolejno Mulaci (28,4%), czarni (6,7%), inne rasy stanowią mniej niż 1%.

### Migracje

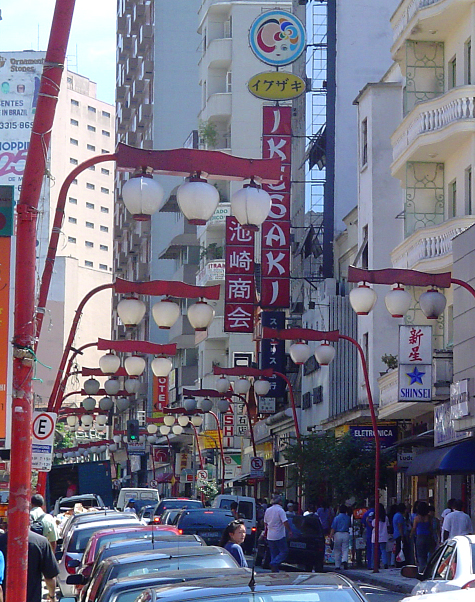
Bairro da Liberdade w São Paulo – dzielnica japońska

Obecność imigrantów z innych części Brazylii oraz z zagranicy miała ogromne znaczenie dla rozwoju regionu, a także dla obecnego składu etnicznego. Pierwszą zorganizowaną grupę migrantów w regionie stanowili Szwajcarzy. W latach 1819–1820 pojawiły się w Brazylii 261 szwajcarskie rodziny, w sumie ponad 1,5 tys. osób. Założyli oni miasto Nova Friburgo w stanie Rio de Janeiro. W 1824 w ten sam rejon przybyli migranci z Niemiec. Niemcy osiedlali się również na południu Brazylii, w stanach Santa Catarina i Rio Grande do Sul. Pod koniec XIX wieku, po zniesieniu niewolnictwa, nastąpił znaczny napływ imigrantów do Brazylii. Był on spowodowany zachętami ze strony władz kraju oraz dostępem do miejsc pracy na plantacjach kawy. Pracę przy uprawie kawy podejmowali głównie Włosi, a następnie Japończycy. Wraz ze wzrostem emigracji, następował znaczny przyrost ludności miast w regionie, zwłaszcza São Paulo. W latach 1850–1899 miasto zarejestrowało 64 tys. imigrantów, a w latach 20. XX wieku już 240 tys.
Państwa najliczniej reprezentowane przez fale migracji:
- Portugalia – chociaż Brazylia była portugalską kolonią i osadnicy z tego kraju byli obecni w Brazylii od XVI wieku, to migrantami można ich nazywać dopiero od połowy XIX wieku. Przyjechało wówczas ponad 1,6 mln osób, osiedlając się głównie w stanach Rio de Janeiro i São Paulo.
- Włochy – imigranci zaczęli napływać po 1870 roku i osiedliło się ich w Brazylii ok. 1,5 mln. W São Paulo i Minas Gerais zatrudniali się przede wszystkim przy uprawie kawy.
- Hiszpania – po 1872 roku przyjechało ponad 700 tys. Hiszpanów, co odpowiada ok. 14% wszystkich zagranicznych imigrantów. Zamieszkiwali głównie stan São Paulo, gdzie pracowali na plantacjach kawy.
- Niemcy – od pierwszej połowy XIX wieku przybyło ok. 200 tys. Niemców, a także Austriaków i Szwajcarów, którzy mówili w tym samym języku. Osiedlali się przede wszystkim na południu Brazylii.
- Bliski Wschód – od 1870 przyjechało ok. 20 tys. osób z tych rejonów. Syryjczycy i Libańczycy osiedlali się w São Paulo, trudniąc się handlem i usługami.
- Japonia – od początku XX wieku przybyło ok. 250 tys. Japończyków, stanowiąc w pewnym momencie jedną trzecią wszystkich obcokrajowców migrujących do Brazylii. Początkowo zatrudniali się na plantacjach kawy w São Paulo, a następnie zajmowali się uprawą roli na własnych niewielkich gospodarstwach.

W zakresie migracji wewnętrznych, Region Południowo-Wschodni był celem często wybierany przez mieszkańców Nordeste. Nasilenie migracji miało miejsce od lat 60. do 80. XX wieku, co było spowodowane rozwojem ekonomicznym południowych stanów oraz suszą na północy. W ostatnich latach obserwuje się odwrót tej migracji i powroty mieszkańców Nordeste do rodzinnych stanów, chociaż wciąż południowy wschód przyciąga migrantów z innych części Brazylii.

## Gospodarka
Region Południowo-Wschodni jest lokomotywą całej brazylijskiej gospodarki. Wytwarza się tu ponad 55% krajowego PKB – więcej niż w pozostałych czterech regionach łącznie. Jeden tylko stan São Paulo odpowiada za ponad 33% PKB Brazylii.
Do podstawowych gałęzi przemysłu należą: przemysł samochodowy, elektroniczny, maszynowy, metalurgiczny, petrochemiczny, zaawansowane technologie, handel i usługi oraz turystyka.

### Rolnictwo i hodowla bydła

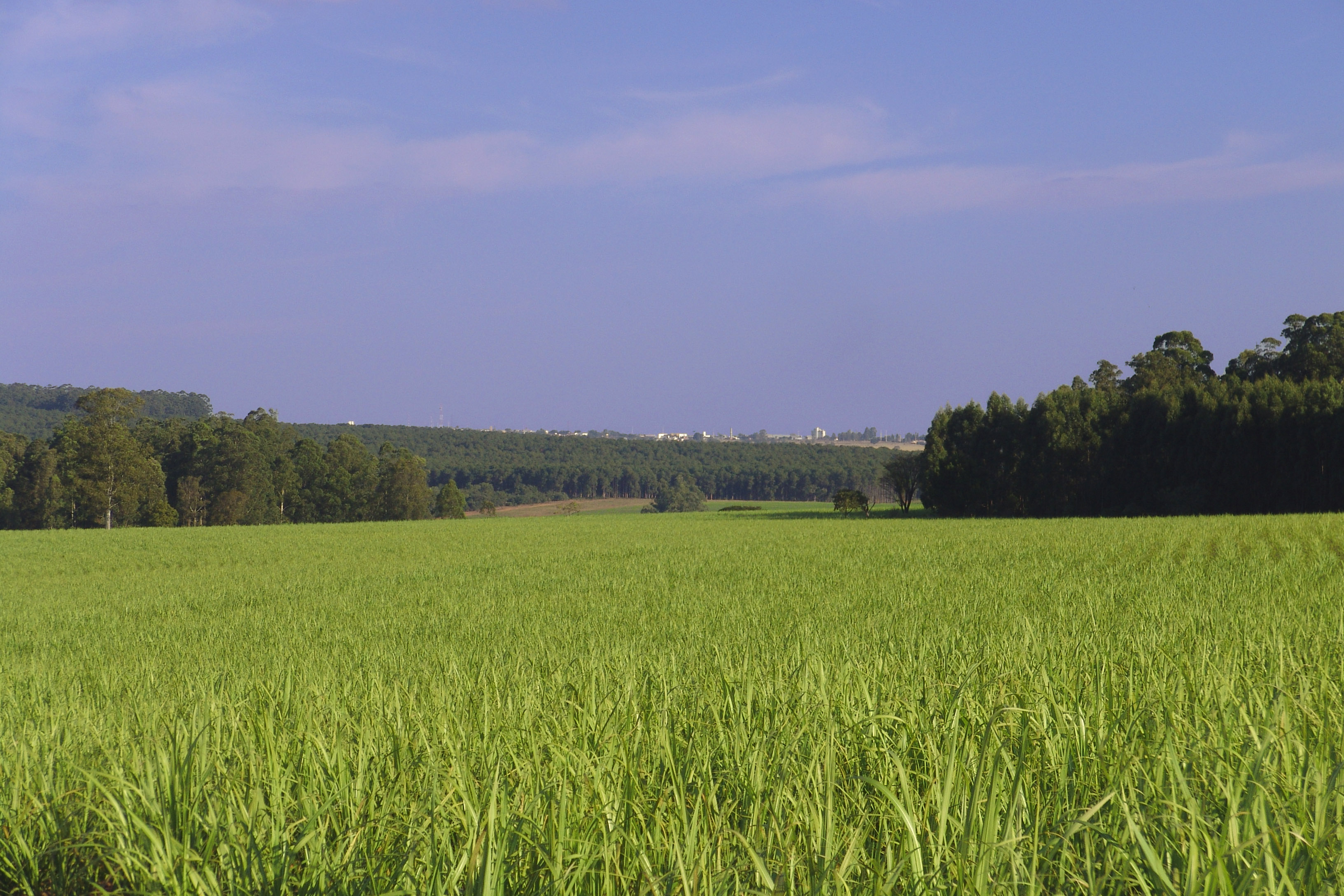
Uprawy trzciny cukrowej stanowią podstawę rolnictwa regionu

Region Południowo-Wschodni posiada długoletnią tradycję upraw kawy i trzciny cukrowej, sięgającą czasów kolonialnych. Według danych z 2006, region dostarcza obecnie 34% całej produkcji rolniczej w Brazylii. Przoduje zwłaszcza w uprawie trzciny cukrowej, wytwarzając 50% całej krajowej produkcji tej rośliny. Trzcina jest używana w przemyśle spożywczym, a także służy do produkcji paliwa. Inne ważne uprawy regionu to kawa, pomarańcze, soja, kukurydza, maniok i fasola. Stan Minas Gerais jest ważnym ośrodkiem hodowli bydła i trzody chlewnej oraz produkcji mleka. Procentowy udział tego stanu w hodowli całego regionu wynosi odpowiednio 58% hodowli bydła, 28% hodowli owiec, ponad 63% hodowli trzody chlewnej i 27% hodowli drobiu. W regionie hoduje się 20% krajowego pogłowia bydła i ponad 30% drobiu.

### Przemysł
Region Południowo-Wschodni jest najbardziej uprzemysłowionym regionem w Brazylii, a stan São Paulo można określić największym parkiem przemysłowym Ameryki Południowej, gdzie skupia się wiele gałęzi przemysłu. Podstawowe rodzaje przemysłu w regionie:

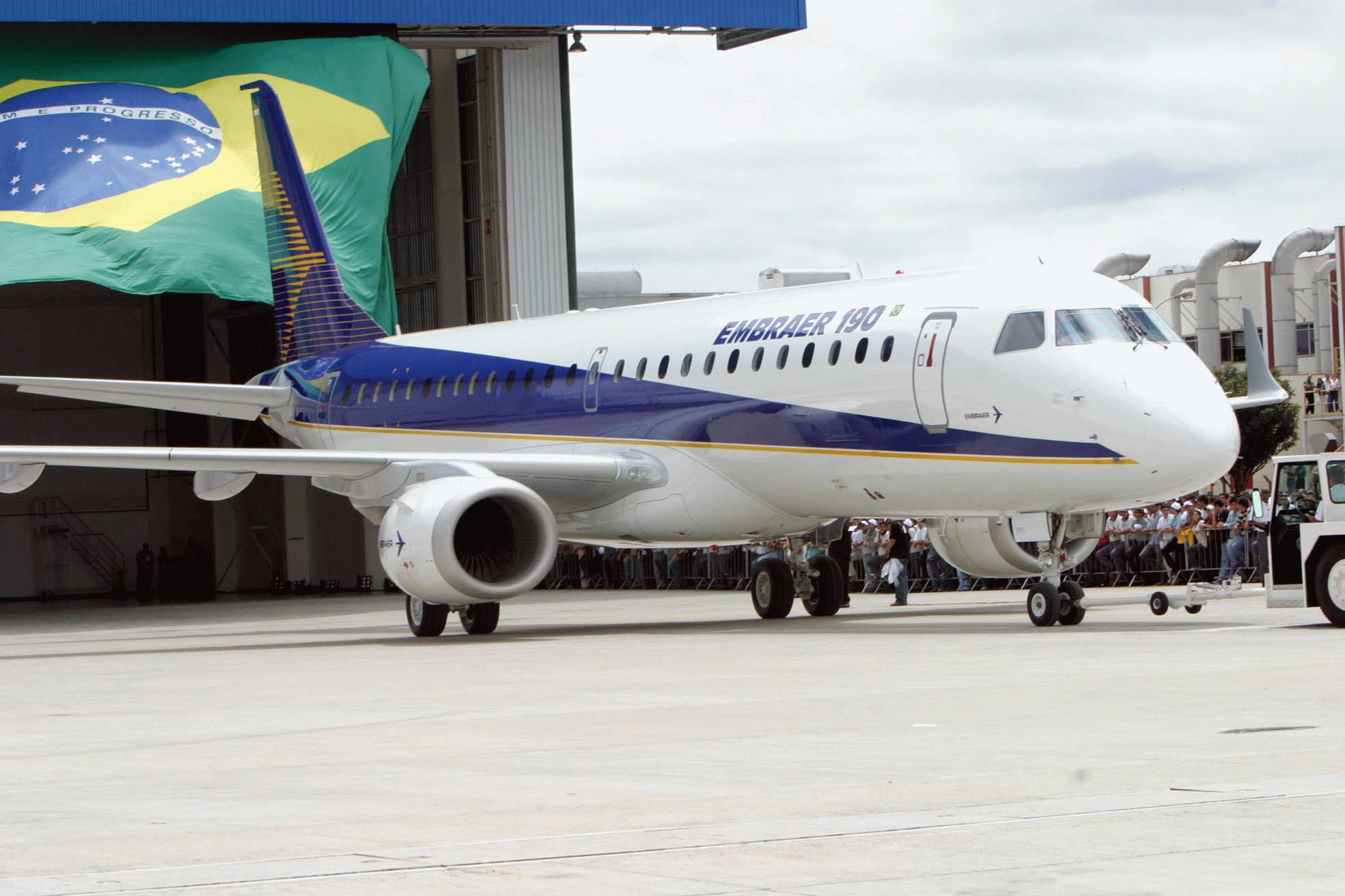
Fabryka Embraera w São José dos Campos

Metalurgiczny i stalowy – w mieście Volta Redonda w stanie Rio de Janeiro ma swoją siedzibę Companhia Siderúrgica Nacional, jeden z największych producentów stali w Brazylii. Firma korzysta ze złóż położonych w stanie Minas Gerais.
Naftowy – stan Rio de Janeiro wydobywa 74% ropy naftowej w Brazylii, w 2011 było to 568 mln baryłek. Drugi w kolejności stan również leży w tym regionie: Espírito Santo wydobywa 15% ropy, czyli 116 mln baryłek. São Paulo wydobywa znacznie mniej ropy, bo ok. 14 mln baryłek, co odpowiada niecałym 2% krajowego wydobycia. Stan São Paulo przoduje za to w ilości rafinerii. Na 17 brazylijskich rafinerii, 5 znajduje się w tym stanie. Południowy Wschód wydobywa również większość brazylijskiego gazu ziemnego: Rio de Janeiro (63%), Espírito Santo (15%) i São Paulo (13%).
Nowoczesne technologie – w regionie znajduje się tzw. brazylijska “dolina krzemowa”, złożona z miast São Paulo, São José dos Campos, São Carlos i Campinas, gdzie koncentruje się przemysł informatyczny, telekomunikacyjny, elektroniczny i inny, związany z zaawansowaną technologią. Bazą naukową są centra badawcze i uczelnie, takie jak np. Instituto Tecnológico de Aeronáutica w São José dos Campos.
Nauka – na liście 10 najlepszych uczelni w Brazylii, 8 znajduje się w Regionie Południowo-Wschodnim, w tym wszystkie należące do czołówki: Universidade de São Paulo (1 miejsce), Universidade Estadual de Campinas (2) i Universidade Federal do Rio de Janeiro (3)

### Turystyka

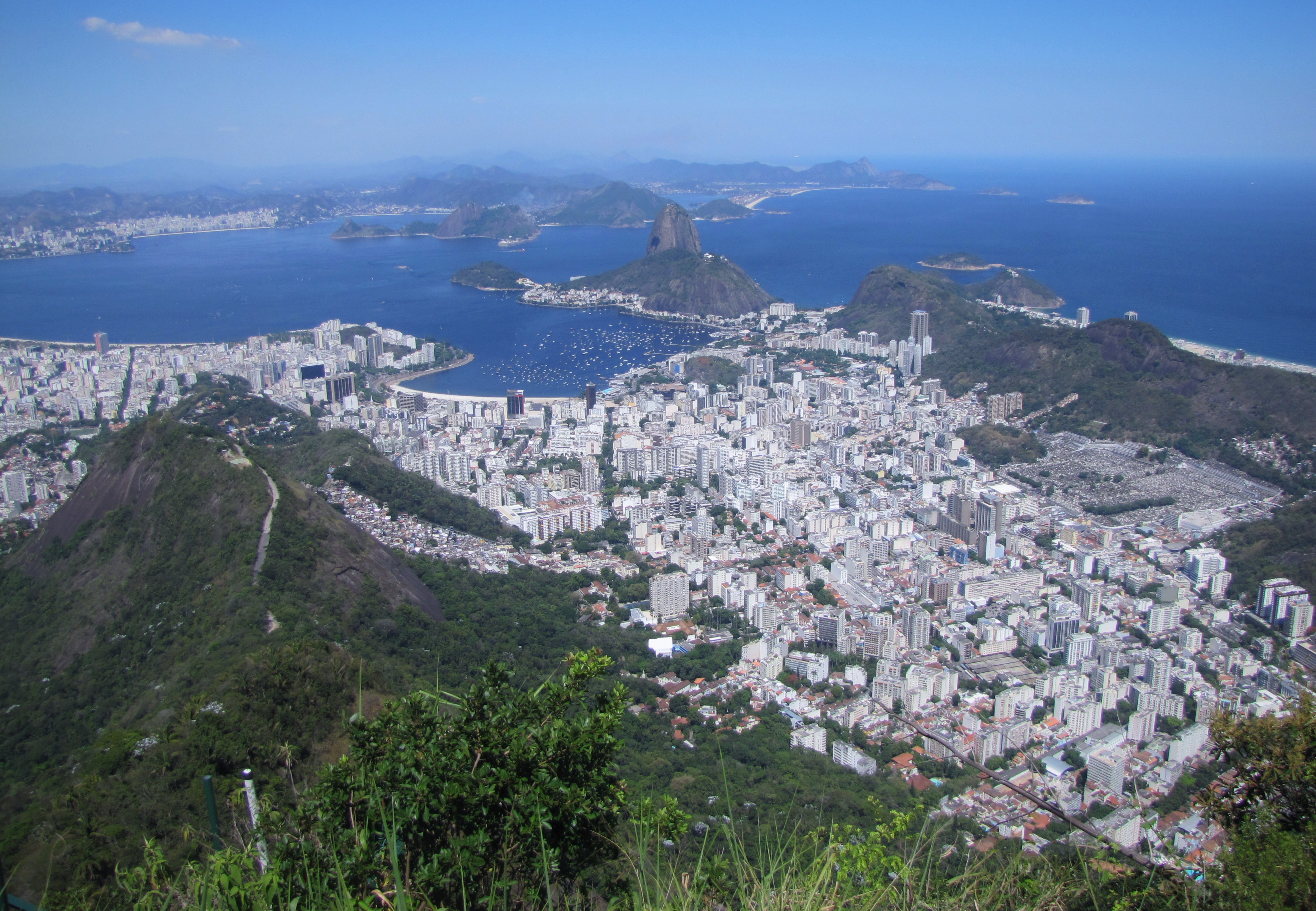
Rio de Janeiro przyciąga miliony turystów

Turystyka odgrywa bardzo ważną rolę w gospodarce regionu. W 2016 roku przyjechało tu prawie 3,8 mln turystów zagranicznych, co stanowi ponad 57% wszystkich obcokrajowców odwiedzających w tym roku Brazylię.
Najwięcej turystów przyjmują stany São Paulo i Rio de Janeiro. W Rio corocznie karnawał przyciąga ok. miliona turystów z kraju i zagranicy.
Wśród narodowości, przeważają Argentyńczycy (29%), Amerykanie (13%) i Francuzi (11%). Rio de Janeiro jest też popularnym celem dla turystów krajowych, z czego większość stanowią mieszkańcy stanu São Paulo (31%) i Minas Gerais (11%). W stanie Rio de Janeiro, poza jego stolicą, do popularnych miejsc turystycznych należą: Paraty, Angra dos Reis, São Gonçalo, Cabo Frio i Búzios. São Paulo jest miastem, które odwiedzają osoby podróżujące w interesach, a także miłośnicy kultury i muzyki. Oferta kulturalna miasta jest bardzo bogata, zawiera m.in. wystawy, festiwale muzyczne i filmowe oraz liczne koncerty.
Stan Minas Gerais posiada wiele zabytków epoki kolonialnej, w tym barokowe miasta z czasów gorączki złota. Najbardziej znanym z nich jest Ouro Preto. W stolicy stanu, Belo Horizonte, można podziwiać nowoczesną architekturę, w tym wpisany na listę dziedzictwa UNESCO zespół architektoniczny Pampulha.